# Annisis sprightly
Annisis sprightly är en korallart som beskrevs av Philip Alderslade 1998. Annisis sprightly ingår i släktet Annisis och familjen Isididae. Inga underarter finns listade i Catalogue of Life.